# Вељке Лудинце
Вељке Лудинце (слч. Veľké Ludince) насељено је мјесто са административним статусом сеоске општине (слч. obec) у округу Љевице, у Њитранском крају, Словачка Република.

## Становништво
| Година:    | 1994. | 2004.   | 2014.    | 2024.   |
| ---------- | ----- | ------- | -------- | ------- |
| Број људи: | 1729  | 1680    | 1503     | 1458    |
| Разлика:   |       | -2,83 % | -10,53 % | -2,99 % |

| Година:    | 2023. | 2024.   |
| ---------- | ----- | ------- |
| Број људи: | 1470  | 1458    |
| Разлика:   |       | -0,81 % |

Према подацима о броју становника из 2011. године насеље је имало 1.556 становника.